# Douglas (cantante)
Douglas Mario Rebolledo Riffo (Santiago, 21 de agosto de 1970), conocido simplemente por su nombre artístico Douglas, es un cantante chileno que irrumpió en la escena musical chilena en 1997, un fenómeno de ventas que lo llevó 3 veces al festival de Internacional de Viña del Mar, ganador de múltiples discos de oro y platino, con diez Álbumes editados, uno de los artistas más transversales y con un registro vocal que le ha permitido homenajear en sus discos a grandes artistas como “Los Angeles Negros” “Lucho barrios” y varios clásicos italianos, hoy radica en Miami Estados Unidos donde ya tiene 2 nominaciones a los Emmy’s Award New York por sus composiciones hechas para Telemundo, un Fox Music Award por su producción “el de Siempre” y un Tacarihua de Oro, reconocimiento a sus 25 años de trayectoria, actualmente presenta “La noche del Bolero” un espectáculo que rememora lo mejor de este preciado género, por varias ciudades de Estados Unidos.

## Carrera artística
Comenzó a cantar en un coro parroquial de la comuna santiaguina de Independencia. Continuó su carrera en festivales y en concursos de talentos, como Generación 93, del programa Venga conmigo, en el que obtuvo el segundo lugar en 1993. Mientras trabajaba en la empresa Adidas fue apadrinado por el representante Manolo Palma, que dos décadas antes había descubierto a Zalo Reyes.
En 1997 lanzó su primera producción, Cariño malo, que incluyó versiones de canciones del ya mencionado Zalo Reyes, Palmenia Pizarro, Los Ángeles Negros y Los Galos, entre otros. El trabajo fue editado también en Argentina, Bolivia, México y Perú, y tuvo ventas de más de 130 000 unidades a nivel continental. En diciembre, la Asociación de Periodistas de Espectáculos lo galardonó con el premio APES al artista de mayor proyección.
Sigo romántico fue presentado en 1999. El álbum vendió más de 60 000 copias, lo llevó a presentarse en el Festival de Viña del Mar del año siguiente.
En noviembre de 2000 fue editado Serenata a la luz de los ángeles. El disco, un tributo a Los Ángeles Negros, fue pensado para conquistar el mercado mexicano,  En febrero de 2001 regresó a actuar en el Festival de Viña del Mar, donde además fue jurado de la competencia internacional y recibió Gaviota de Plata. A fines de ese año apareció Enamorados, su cuarta producción y la primera compuesta en su totalidad por canciones inéditas. Enamorados significó un giro hacia la balada pop y sus ventas lo elevaron a disco oro.
En Douglas, de 2003, el cantante volvió a las versiones. Con este trabajo, conformado por doce éxitos románticos italianos de fines de los años 1970, con el cual obtuvo doble disco de platino. Douglas fue su última producción con Sony, discográfica que dejó para firmar un contrato discográfico con Warner.
A fines de 2004 salió a la venta Íntimo. Sin embargo, cambios en la dirección de Warner hicieron que Douglas y el sello terminaran su contrato a los pocos días de haber lanzado el álbum.
En 2007 participó en El baile en TVN, versión chilena de la franquicia internacional Dancing with the Stars. Obtuvo el segundo lugar, detrás del actor Cristián Arriagada.
En 2008 lanzó el álbum Más cerca de ti, bajo el sello Oveja Negra.
Actualmente reside en Miami, Florida (Estados Unidos).

## Vida personal
Debe su nombre al actor estadounidense Kirk Douglas, de quien su abuelo era admirador.
En agosto de 2001 se casó con la periodista y presentadora de televisión argentina nacionalizada chilena, Ana Sol Romero, a quien conoció durante un viaje promocional a ese país.

## Discografía

### Álbumes de estudio
- Cariño malo (1997)
- Sigo romántico (1999)
- Serenata a la luz de los ángeles (2000)
- Enamorados (2001)
- Douglas (2003)
- Íntimo (2004)
- Más cerca de ti (2008)
- El de siempre (2012)
- 15 años y más (2014)

### Recopilatorios
- Douglas de colección (2003)